# Mistrzostwa Europy w Lekkoatletyce 1950 – bieg na 400 m mężczyzn

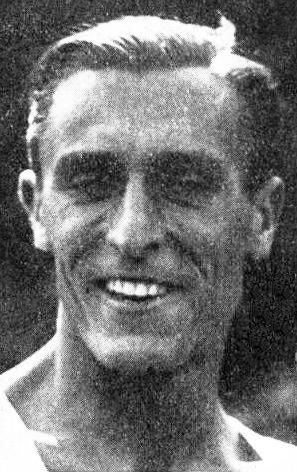
Jacques Lunis w 1946

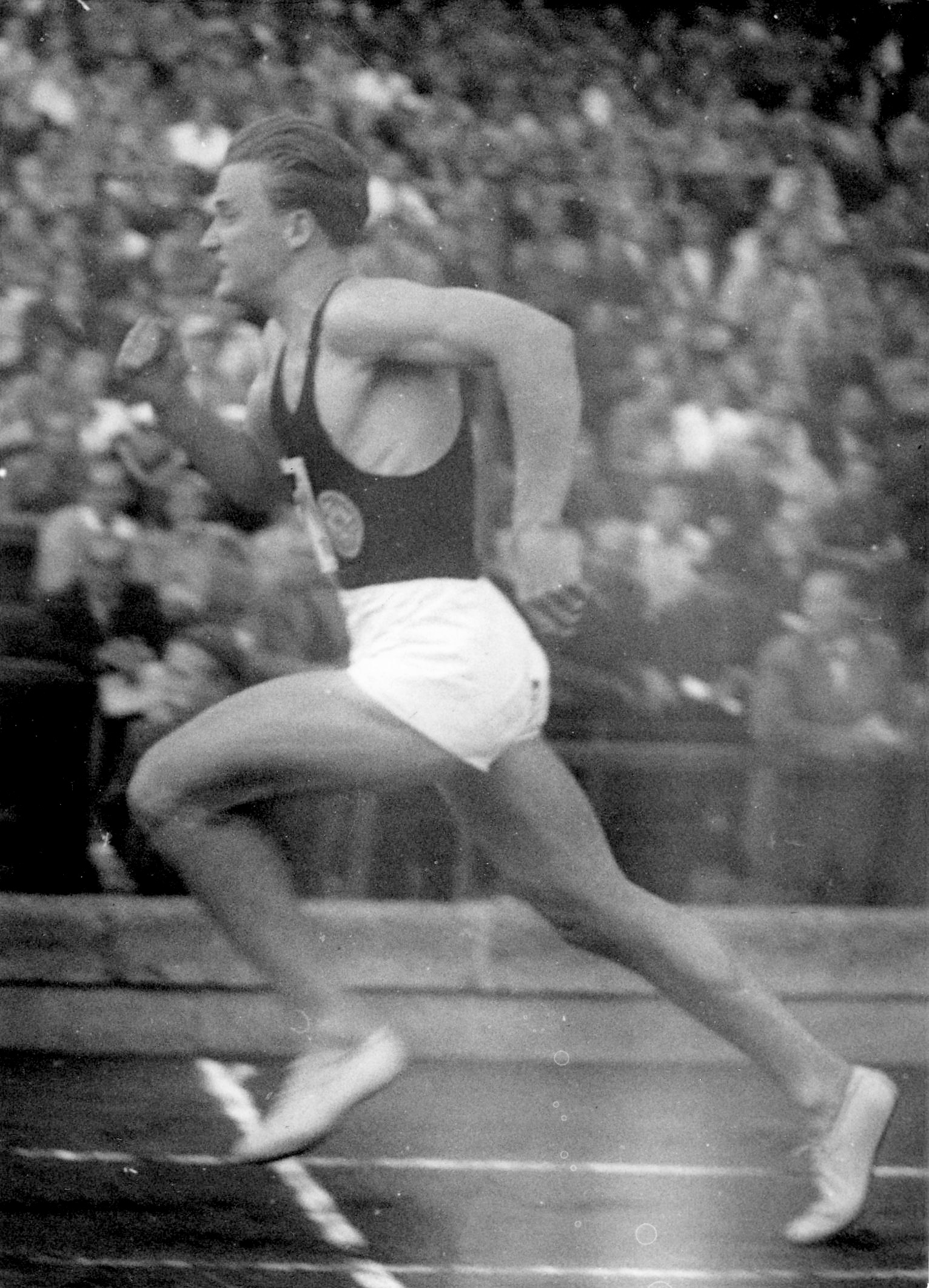
Lars-Erik Wolfbrandt

Bieg na dystansie 400 metrów mężczyzn był jedną z konkurencji rozgrywanych podczas IV Mistrzostw Europy w Brukseli. Biegi eliminacyjne zostały rozegrane 23 sierpnia, półfinałowe 24 sierpnia, a bieg finałowy 25 sierpnia 1950 roku. Zwycięzcą tej konkurencji został Brytyjczyk Derek Pugh. W rywalizacji wzięło udział szesnastu zawodników z dziewięciu reprezentacji.

## Rekordy
| Rekord świata     | George Rhoden (JAM) | 45,8 | Eskilstuna, Szwecja | 22.08.1950 |
| Rekord Europy     | Rudolf Harbig (GER) | 46,0 | Frankfurt, Niemcy   | 12.08.1939 |
| Rekord mistrzostw | Godfrey Brown (GBR) | 47,4 | Paryż, Francja      | 04.09.1938 |

## Wyniki

### Eliminacje
Bieg 1
| Miejsce | Zawodnik       | Czas | Uwagi |
| ------- | -------------- | ---- | ----- |
| 1       | Leslie Lewis   | 49,8 | Q     |
| 2       | Ragnar Graeffe | 50,1 | Q     |

Bieg 2
| Miejsce | Zawodnik           | Czas | Uwagi |
| ------- | ------------------ | ---- | ----- |
| 1       | Derek Pugh         | 49,5 | Q     |
| 2       | Guðmundur Lárusson | 49,8 | Q     |

Bieg 3
| Miejsce | Zawodnik              | Czas | Uwagi |
| ------- | --------------------- | ---- | ----- |
| 1       | Jacques Lunis         | 48,9 | Q     |
| 2       | Gösta Brännström      | 49,7 | Q     |
| 3       | Jean-Baptiste Peeters | 50,8 |       |

Bieg 4
| Miejsce | Zawodnik             | Czas | Uwagi |
| ------- | -------------------- | ---- | ----- |
| 1       | Lars-Erik Wolfbrandt | 48,8 | Q     |
| 2       | Rolf Back            | 49,0 | Q     |
| 3       | Aleš Poděbrad        | 49,7 |       |

Bieg 5
| Miejsce | Zawodnik           | Czas | Uwagi |
| ------- | ------------------ | ---- | ----- |
| 1       | Luigi Paterlini    | 49,0 | Q     |
| 2       | René Leroux        | 49,3 | Q     |
| 3       | Zvonimir Sabolović | 49,5 |       |

Bieg 6
| Miejsce | Zawodnik         | Czas | Uwagi |
| ------- | ---------------- | ---- | ----- |
| 1       | Antonio Siddi    | 49,7 | Q     |
| 2       | Oscar Soetewey   | 49,8 | Q     |
| 3       | Lazar Miloševski | 50,6 |       |

### Półfinały
Półfinał 1
| Miejsce | Zawodnik           | Czas | Uwagi |
| ------- | ------------------ | ---- | ----- |
| 1       | Jacques Lunis      | 47,8 | Q     |
| 2       | Leslie Lewis       | 47,9 | Q     |
| 3       | Guðmundur Lárusson | 48,0 | Q     |
| 4       | Gösta Brännström   | 48,5 |       |
| 5       | Antonio Siddi      | 48,9 |       |
| 6       | Ragnar Graeffe     | 49,5 |       |

Półfinał 2
| Miejsce | Zawodnik             | Czas | Uwagi |
| ------- | -------------------- | ---- | ----- |
| 1       | Derek Pugh           | 48,6 | Q     |
| 2       | Lars-Erik Wolfbrandt | 48,8 | Q     |
| 3       | Luigi Paterlini      | 49,2 | Q     |
| 4       | Rolf Back            | 49,2 |       |
| 5       | Oscar Soetewey       | 51,4 |       |
| –       | René Leroux          | DNS  |       |

### Finał
| Miejsce | Zawodnik             | Czas | Uwagi |
| ------- | -------------------- | ---- | ----- |
| 1       | Derek Pugh           | 47,3 | CR    |
| 2       | Jacques Lunis        | 47,6 |       |
| 3       | Lars-Erik Wolfbrandt | 47,9 |       |
| 4       | Guðmundur Lárusson   | 48,1 |       |
| 5       | Leslie Lewis         | 48,7 |       |
| 6       | Luigi Paterlini      | 48,9 |       |